# Carex vallis-rosetto
Carex vallis-rosetto är en halvgräsart som beskrevs av Karl Moritz Schumann. Carex vallis-rosetto ingår i släktet starrar, och familjen halvgräs. Inga underarter finns listade i Catalogue of Life.